# Норт Тере Хоут (Индијана)
Норт Тере Хоут (енгл. North Terre Haute) насељено је место без административног статуса у америчкој савезној држави Индијана.

## Демографија
По попису из 2010. године број становника је 4.305, што је 301 (-6,5%) становника мање него 2000. године.
| Група             | 2000.         | 2010.         |
| Белци             | 4.390 (95,3%) | 4.052 (94,1%) |
| Афроамериканци    | 118 (2,6%)    | 80 (1,9%)     |
| Азијати           | 16 (0,3%)     | 20 (0,5%)     |
| Хиспаноамериканци | 46 (1,0%)     | 52 (1,2%)     |
| Укупно            | 4.606         | 4.305         |